# Pascal Perletto
Pascal Perletto, dit « Petit Vélo », né le 8 mai 1961 à Ollioules et mort assassiné le 1er juin 2011 à Toulon, est un membre du crime organisé français. Il est considéré par la police comme un parrain varois. Malgré cela, son casier judiciaire est resté quasi vierge jusqu'en 2003. Il a été condamné pour trafic de stupéfiants dans les affaires Topaze et Océan.

## Famille
Son frère Franck, dit « Lucky Luke » est impliqué lui aussi dans le crime organisé. Son père Max est un employé municipal, passionné de politique. Il a ses entrées dans les milieux politiques gaullistes. D'ailleurs ses fils ont assuré le collage d'affiches et le service d'ordre de plusieurs élus locaux.

## Implication dans l'affaire Topaze
L'Affaire Topaze est un vaste trafic de stupéfiants de dimension internationale. Cette affaire impliquait Antoine Cossu (beau-frère de feu Francis le Belge), Jean-Claude Kella, Alain Tavera et Jean-Pierre Gandebœuf, tous les quatre des anciens de la French Connection. Surnommés les « Tontons », ils étaient associés à Pascal Perletto et ses complices, qui étaient surnommés « Les Petits » ou « Les Toulonnais ». Selon l'ordonnance de mise en accusation, les prévenus voulaient créer « une organisation qui fonctionnait en réseau structuré et permanent destiné à garantir la cohésion et la continuité du trafic de stupéfiants ». Les quantités saisies correspondait à 500 kilos de cocaïne provenant du Brésil et plusieurs tonnes de cannabis provenant du Maroc. Ces quantités auraient été exportées entre août 1994 et janvier 1995. "Les Tontons" amenaient leurs expertises dans le trafic de stupéfiants acquises à l'époque de la French Connection. Perletto amenait ses capacités à « blanchir » les profits engendrés par le biais de ses sociétés écrans.

## «Blanchiment d'argent» au travers de sociétés bien sous tous rapports
Perletto a beaucoup investi dans le sport local, notamment dans le rugby avec le Rugby club toulonnais et dans le football avec le Sporting Club de Toulon. 
En 2003, au moment de son interpellation, il possédait quatre sociétés en France et quatre en Roumanie. Il entretenait de très bon rapports avec certains policiers locaux.

## Affaire Océan
Toujours en association avec Antoine Cossu, Pascal Perletto et sa bande ont mis en place deux vastes trafic de stupéfiants : un portant sur cinq tonnes de cannabis et l'autre sur 500 kilos d'héroïne. Le procès commence le 5 mai 2003 à Aix-en-Provence. Pascal Perletto est condamné à 20 ans de prison, idem en appel. Son frère, Franck Perletto, non présent car il s'est évadé de la prison de Luynes en hélicoptère, a été condamné à 17 ans au procès et 14 ans en appel. Antoine Cossu  a été pour sa part acquitté par la cour d'assise spéciale (Il est arrêté en Autriche dans la nuit du 12 juin 2014 soupçonné de préparer une attaque de fourgon blindé ) .

## Libération conditionnelle et assassinat
Le 16 mars 2011, Pascal Perletto bénéficie d'une liberté conditionnelle. Il meurt dans la soirée du 1er juin 2011 dans une rue du quartier Aguillon de Toulon, lors « d'un règlement de comptes », selon un magistrat du parquet.